# 南陽武侯祠

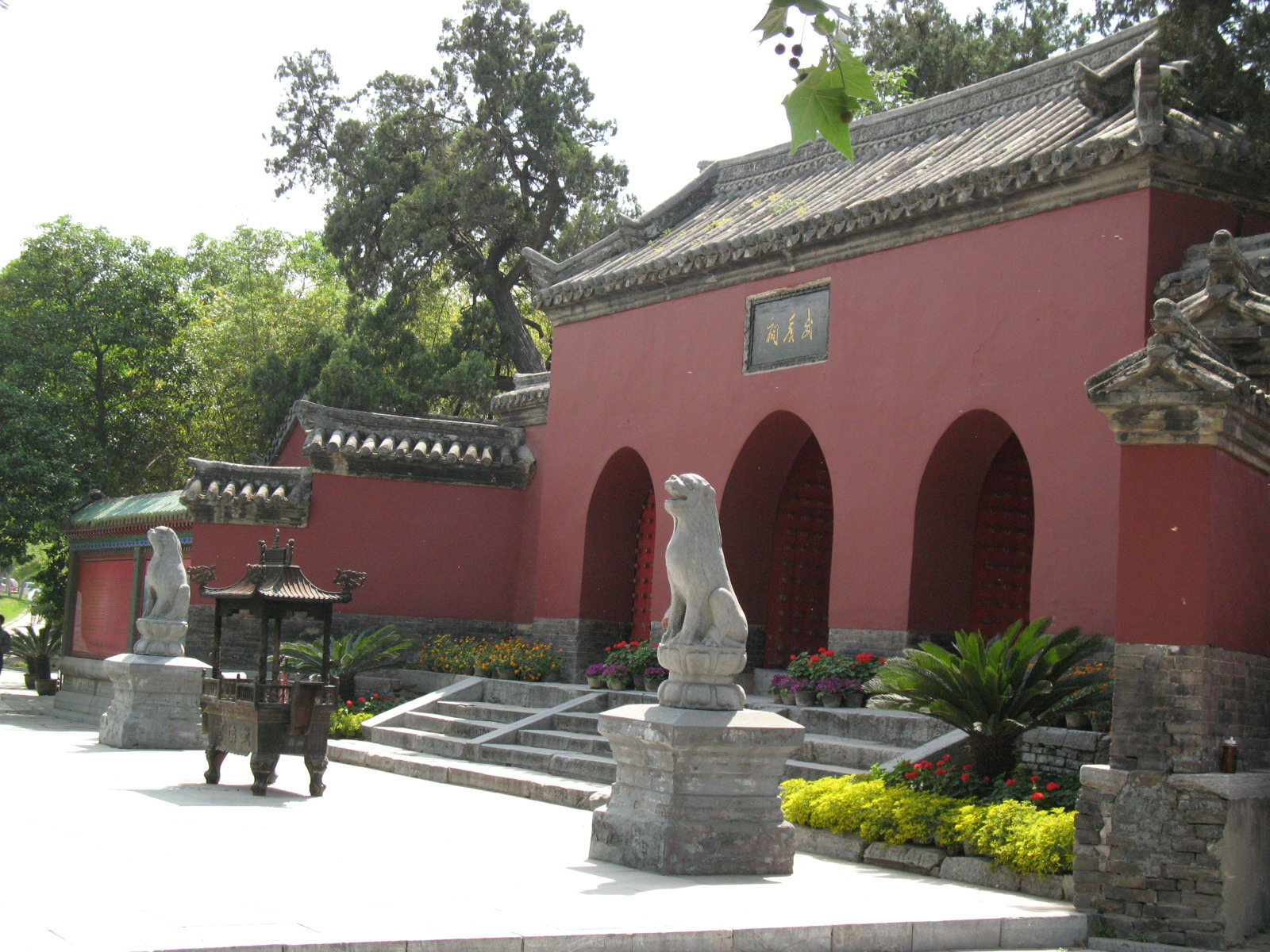
南陽武侯祠

南陽武侯祠（なんようぶこうし）は、中華人民共和国河南省南陽市臥龍区にある祠堂群。三国時代の蜀の丞相・諸葛亮の隠遁の地とされる臥龍崗に所在し、諸葛亮とその主君劉備などを祀る。中華人民共和国全国重点文物保護単位に指定されている。
諸葛亮を祀った「武侯祠」と呼ばれる祠堂は中国各地にあるが、その中でも有名なもののひとつである。